# Ernest Gabmann
Ernest Gabmann (* 19. April 1949 in Amaliendorf) ist ein österreichischer Politiker der ÖVP. Vom 21. Dezember 2004 bis Februar 2009 war er Landeshauptmann-Stellvertreter in Niederösterreich.
Ernest Gabmann besuchte ein Realgymnasium in Strebersdorf im 21. Wiener Gemeindebezirk und eine Handelsschule in Wien. Danach war er im Baustoff- und Mineralölhandel seines Vaters in Schrems im niederösterreichischen Waldviertel tätig. Er engagierte sich in der Handelskammer und wurde 1983 zum Landesvorsitzenden der „Jungen Wirtschaft“ Niederösterreich gewählt, in der die Jungunternehmer unter den Wirtschaftskammer-Pflichtmitgliedern organisiert sind.
1984 übernahm er das Unternehmen seines Vaters und war bis 1992 geschäftsführender Gesellschafter der Firma Ernest Gabmann GmbH. 1986 wurde er in den Gemeinderat von Schrems gewählt, 1988 erhielt er ein Mandat im  niederösterreichischen Landtag der Mehrheitsfraktion ÖVP. Seine unternehmerische Tätigkeit beendete er, als er 1992 vom neuen Landeshauptmann Erwin Pröll als Landesrat für Wirtschaft, Technologie und Tourismus in die niederösterreichische Landesregierung berufen wurde. 2004 wurde Gabmann außerdem Landeshauptmann-Stellvertreter.
Am 18. Februar 2009 wurde durch Landeshauptmann Pröll bekannt, dass Gabmann sein Mandat als Landesrat zurücklegt und in den Vorstand der Flughafen Wien AG wechselt. Pröll konnte dies bekanntgeben, bevor der Flughafen-Aufsichtsrat mit der Personalie befasst wurde, weil das Land Niederösterreich einer der beiden Großaktionäre des Flughafens ist. In der Politik hatte Gabmann keinen weiteren Karriereschritt zu erwarten; der Wechsel ins Flughafenmanagement per 1. März 2009 soll Problemlösungskapazität der ÖVP Niederösterreich signalisieren. Gabmanns Vorgänger als einer der drei Flughafen-Geschäftsführer, ebenfalls der ÖVP zuzurechnen, wurde nämlich von Medien und Oppositionspolitikern für große Probleme und enorme Kostensteigerungen beim Bau des neuen Terminals „Skylink“ mitverantwortlich gemacht. 
In einem anonymen Brief im Mai 2010 kam es zu schweren Vorwürfen gegen Gabmann, die schließlich in seiner Absetzung per Ende 2011 resultierten. 
Seit Anfang 2012 ist er Geschäftsführer der Lisa Film.
Ernest Gabmann ist verheiratet und Vater von zwei Kindern. Sein Sohn Ernest Gabmann junior ist ebenfalls in der Politik und ist zuletzt Mitglied des niederösterreichischen Landtages des Teams Stronach.